# Complejo maláguide
El complejo maláguide es el conjunto tectónico superior de la zona interna de la Cordillera Bética. Está muy bien representado en la provincia de Málaga, especialmente en la zona más próxima a la capital, constituyendo la mayor parte de los Montes de Málaga. En la parte oriental de la provincia, sus afloramientos disminuyen en extensión hasta desaparecer totalmente al este de Vélez-Málaga. Fuera de la provincia malagueña se encuentran pequeños afloramientos en las provincias de Granada y Murcia. En la parte occidental se extiende desde Benalmádena hasta Estepona, ocupando las estribaciones de la Sierra de Mijas, Sierra Blanca y Sierra Bermeja. También se encuentra este complejo entre Gaucín y Atajate y al sur de El Chorro. En el complejo maláguide se pueden distinguir dos conjuntos litológicos superpuestos estratigráficamente que representan dos ciclos orogénicos distintos:
1. Zócalo hercínico: compuesto por materiales del paleozoico.
2. Cobertera alpina: formado por materiales del mesozoico y cenozoico.

## Zócalo hercínico
Los materiales paleozoicos del complejo maláguide están formados por rocas predominantemente sedimentarias que han sufrido fuerte plegamiento y fracturación. Solo en la base de la serie se han dado las condiciones para producir metamorfismo. En el zócalo podemos distinguir tres formaciones:
1. Formación detrítica inferior: está muy extendida, aflorando en los Montes de Málaga y en las sierras costeras occidentales de la provincia de Málaga. Esta formación está constituida por pizarras y areniscas micáceas, y minoritariamente por cuarcitas que destacan por su color blanco. En los Montes de Málaga, esta formación está atravesada por una red de diques de rocas ígneas subvolcánicas.
2. Formación de calizas alabeadas: es una formación carbonatada muy extendida en el complejo maláguide que está superpuesta a la formación detrítica inferior. Estos materiales no suelen ser calizas estrictamente, son materiales calizos que van desde calizas pizarrosas y areniscosas, hasta areniscas calcáreas.
3. Formación detrítica superior: sobre las calizas alabeadas se sitúa esta formación detrítica formada por pizarras, grauwakas y conglomerados. Los afloramientos más amplios se observan en el oeste de Málaga. En la parte superior de esta formación se observa una discordancia sedimentaria, lo que pone de manifiesto la existencia de una etapa tectónica.

## Cobertera alpina
Las rocas de la cobertera se disponen discordantemente sobre las anteriores. La cobertera está formada por una serie de formaciones que suelen presentar lagunas estratigráficas:
1. Permo-Trías: formada por areniscas, conglomerados y arcillas. Destacan por su colo rojo. Casabermeja se sitúa sobre estos materiales. Son de edad Triásica.
2. Carbonatos jurásicos: se encuentran sobre los materiales triásicos, de muro a techo del conjunto encontramos los siguientes materiales, margas, dolomías y calizas en la parte superior.
3. Cretácico y Cenozoico: el conjunto se va afectado por una etapa erosiva en el cretácico inferior, los materiales de después del jurásico son muy escasos. Después del cretácico, en el cenozoico, aparece una formación distintiva del maláguide, que son las calizas y calcarenitas del eoceno.

- Datos: Q5779992